# Movimiento Nacionalsocialista (Estados Unidos)

Bandera alternativa del Movimiento Nacionalsocialista, con la runa Odal

El Movimiento Nacionalsocialista (en inglés: National Socialist Movement; siglas: «NSM»), originalmente Movimiento Nacionalsocialista de los Trabajadores Estadounidenses para la Libertad (National Socialist American Workers Freedom Movement), es una organización neonazi de Estados Unidos.
Fundado en Detroit en 1974 por dos antiguos miembros del Partido Nazi Estadounidense, el National Socialist American Workers Freedom Movement siguió siendo marginal al interior de la extrema derecha de Estados Unidos hasta inicios de la década de 1990, para terminar convirtiéndose en la organización neonazi más importante del país durante los años 2000. Oficialmente, reivindica el nazismo, organiza diferentes reuniones y manifestaciones y está activo en Internet; mientras que algunos de sus miembros han estado implicados en actos de violencia política y criminalidad clásica.

## Historia

### Escisión del Partido Nazi Estadounidense
En marzo de 1959, George Lincoln Rockwell transformó el National Comittee to Free America from Jewish Domination en el Partido Nazi Estadounidense, el primer partido político estadounidense en reivindicar abiertamente la herencia política del nazismo y de Adolfo Hitler después de la II Guerra Mundial, incluso utilizando la organización, los símbolos y los uniformes del Nationalsozialistische Deutsche Arbeiterpartei. En 1966, bajo la influencia de una tendencia por Matt Koehl, el partido pasó a llamarse National Socialist White People's Party, por analogía con la National Association for the Advancement of Colored People, importante organización del movimiento por los derechos civiles, al cual se oponía.
El 25 de agosto de 1967, George Lincoln Rockwell, apodado el «Hitler estadounidense», fue asesinado por John Patler, exmiembro del American Nazi Party. Después de la muerte de su líder histórico, el National Socialist White People's Party, bajo la dirección de Matthias Koehl, perdió su audiencia y se dividió en muchas organizaciones pequeñas.

### 1974-2004: una pequeña organización en la nebulosa neonazi estadounidense
Dos altos cargos del Partido Nazi Estadounidense, Robert Brannen y Cliff Herrington, formaron en 1974 el National Socialist American Workers Freedom Movement en Saint Paul, Minnesota. Durante los años 1970, bajo la dirección de Robert Brannen, el grupo tenía solo una audiencia muy reducida. En 1983, Cliff Herrington se hizo cargo de la organización que se extendió por primera vez fuera de Saint Paul durante los años 1980; sin embargo, el National Socialist American Workers Freedom Movement siguió siendo muy poco conocido, en comparación con otras organizaciones defensoras del supremacismo blanco, hasta 1993.
En 1994, Cliff Herrington renuncia al cargo de comandante de la organización en favor de su segundo, Jeff Schoep, entonces con 21 años, esperando atraer a los skinheads y a los jóvenes neonazis. El National Socialist American Workers Freedom Movement fue entonces renombrado como National Socialist Movement. Luego, Jeff Schoep trató de reunir a los miembros del Ku Klux Klan y a las pandillas de skinheads al interior de un United Patriot Front («Frente patriótico unificado»). Según la Anti-Defamation League, el nuevo comando y su activismo en internet permitió al NSM ganar influencia y, en efecto, agrupó entre 100 y 200 miembros a inicios de los años 2000, repartidos en varias ciudades.

### 2019-2019: el activista negro James Hart Stern al frente de la organización para desmantelarla
A finales de febrero de 2019 el activista negro James Hart Stern logró convencer al líder de la organización Jeff Schoep para que le cediera la presidencia. Según el diario español La Vanguardia, reproduciendo una información de la agencia Associated Press, «el objetivo de Stern es desmontar la organización que ahora preside aprovechando la interposición de una demanda contra ellos por su presencia en la marcha supremacista blanca de Charlottesville en 2017 y, en consecuencia, boicotear su defensa ante el tribunal. Stern ya ha comunicado al tribunal que el MNS se declara culpable de lo que se le acuse».

### Actualmente
En abril de 2021, Burt Colucci, todavía líder del Movimiento Nacionalsocialista, fue arrestado en Phoenix, Arizona, por asalto agravado a un hombre negro. Los testigos dicen que sacó un arma y apuntó al hombre, además de lanzar comentarios amenazantes. Su fianza se fijó en $ 7,500. Dos días antes de su arresto, encabezó un grupo de 15 miembros del Movimiento Nacionalsocialista en un mitin, aunque esperaban 100.